# 퀄리타스반도체
주식회사 퀄리타스반도체는  Interface IP를 제공하는 팹리스 사업을 하는 대한민국의 기업이다.

## 역사
2017년 2월 유한책임회사로 설립되어 2018년에 현재 사명인 ㈜퀄리타스반도체로 사명을 변경하였다
2020년 11월에 신용보증기금과 위벤처스 등으로부터 시리즈 A 투자를 유치하였다.
초고속 인터페이스 반도체 IP를 공급한다.

## 같이 보기
- 칩스앤미디어
- 오픈엣지테크놀로지